# Veia ovárica
A veia ovariana é uma veia do abdômen.